# Borgo Valsugana
Borgo Valsugana – miejscowość i gmina we Włoszech, w regionie Trydent-Górna Adyga, w prowincji Trydent.
Według danych na rok 2004 gminę zamieszkiwały 6182 osoby, 118,9 os./km².